# Der III. Weg
Der III. Weg (in italiano: La Terza Via, nome breve : III. Weg) è un partito politico neonazista tedesco.
È stato fondato nel settembre 2013 con una significativa partecipazione di ex funzionari del NPD e attivisti del Freies Netz Süd (FNS), bandito nel luglio 2014. Il partito è un tentativo di continuare le attività del FNS evitando il bando. Il Bundesamt für Verfassungsschutz (ovvero l'"Ufficio federale per la Protezione della costituzione") ha stabilito che i neonazisti hanno un'influenza significativa sul partito.
Il partito è particolarmente attivo nella Germania meridionale e orientale. A Monaco ha partecipato alle manifestazioni di Pegida.

## Storia e membri

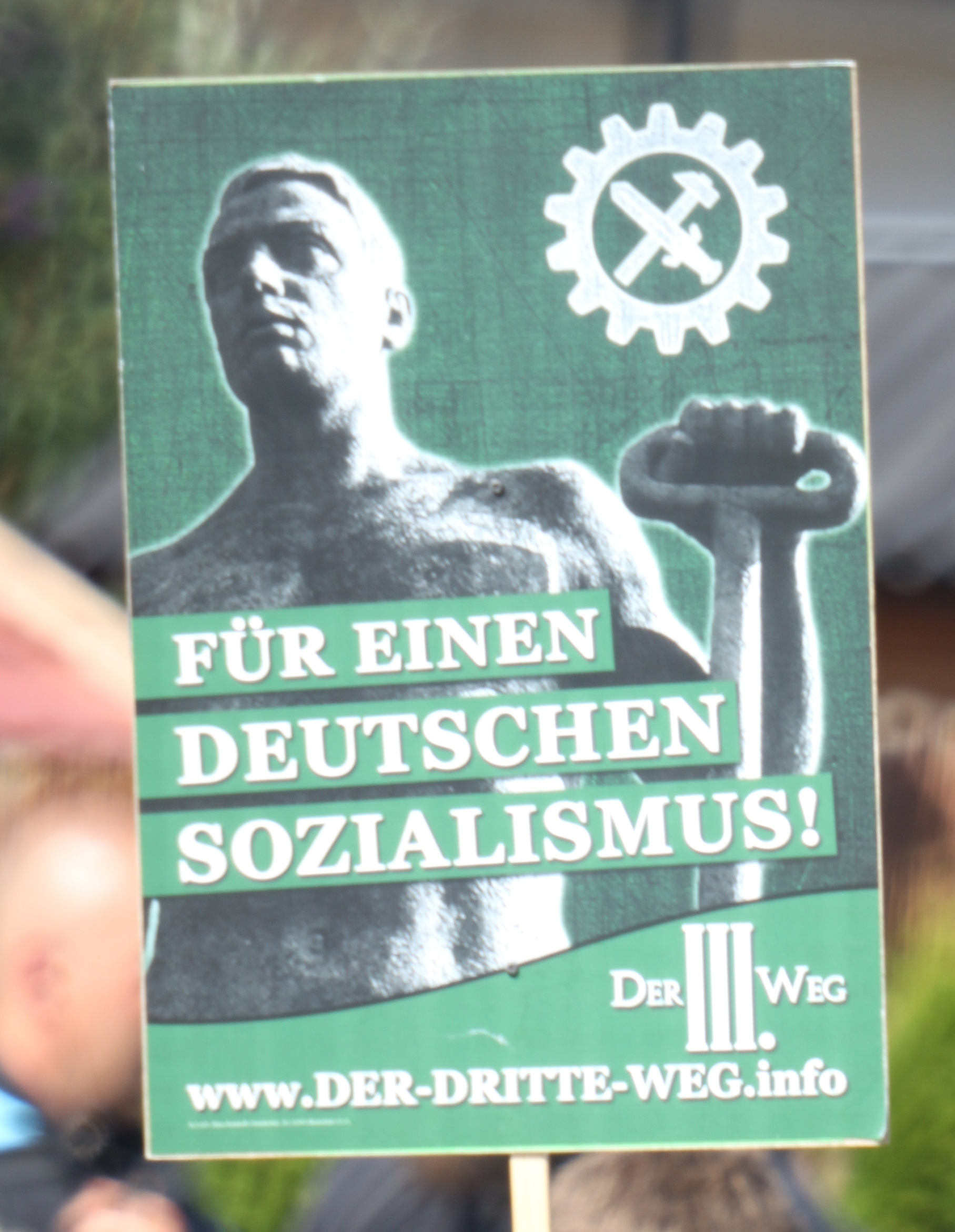
Poster programmatico

Il partito è stato costituito nel settembre 2013 a Heidelberg. L'ex funzionario dell'NPD Klaus Armstroff è stato eletto presidente del partito. Il partito è  composto da un gruppo relativamente piccolo ma molto attivo di nazionalisti razzisti che in precedenza erano attivi nel Free Network South. Il partito non punta a diventare di massa, secondo i suoi attuali membri, essi si vedrebbero come "un'élite neonazista cosciente che non cerca crescita".
La maggioranza dei membri è classificata come altamente violenta dalla protezione della costituzione.

## Finanziamento
Secondo il rapporto per la protezione della costituzione da parte dello stato del Nord Reno-Westfalia, il partito è finanziato principalmente attraverso donazioni e contributi per il 2019.

## Rapporti internazionali
Il partito ha rapporti con varie organizzazioni di estrema destra in Europa, come il Movimento di Resistenza Nordica nei paesi scandinavi, CasaPound in Italia e in Ucraina con Corpo Nazionale, Settore Destro e Svoboda. Nel 2024 si è unito all'organizzazione Nation Europa.
Secondo il giornale israeliano The Jerusalem Post, il gruppo ha avuto un incontro con i rappresentanti di Hezbollah e del Partito Nazionalista Sociale Siriano nel 2017.

## Valutazione delle autorità di protezione della costituzione
Il partito neonazista è considerato anticostituzionale ed estremista di destra ed è sotto osservazione da varie autorità di protezione costituzionale a livello federale e statale. Il Ministero Federale dell'Interno (BMI) lo classifica come un "gruppo estremista di destra, antisemita e misantropico", che non è nemmeno disposto a "prendere sufficientemente le distanze dagli atti di violenza", secondo il - Responsabile presso il Ministero Federale dell'Interno per la sicurezza, la migrazione e l'integrazione - Il segretario di Stato Emily Haber in un'intervista televisiva pubblicata da Südwestrundfunk nel 2016. L'Ufficio per la Protezione della Costituzione della Renania-Palatinato certifica che il partito ha una "stretta connessione di idee con la visione del mondo dei nazisti", riconoscibile dall'"idea di una comunità etnica basata su idee razziali". Sul sito del partito sono state caricate delle citazioni su Georg von Schönerer, la cui fonte è il Mein Kampf, anche se non è menzionata, così come l'autore, Adolf Hitler, che viene però definito "un grande statista tedesco".